# HMS Wakeful (H88)
«Вейкфул» (англ. HMS Wakeful (H88) — військовий корабель, ескадрений міноносець «Адміралті» типу «W» Королівського військово-морського флоту Великої Британії за часів Першої та Другої світових війн.
«Вейкфул» був закладений 17 січня 1917 року на верфі компанії William Beardmore & Company у Клайдбанку. 6 жовтня 1917 року він був спущений на воду, а 16 листопада 1917 року увійшов до складу Королівських ВМС Великої Британії.
Корабель брав участь у бойових діях на морі в Першій та Другій світових війнах. У роки Другої світової переважно бився в Атлантиці, біля берегів Франції, Англії. За проявлену мужність та стійкість у боях удостоєний двох бойових відзнак.

## Історія служби
26 травня 1940 року «Вейкфул» брав участь в підтримці операції «Динамо», евакуації союзних військ з Дюнкерка. 27 травня 1940 року есмінець евакуював 631 військового з плацдарму. На шляху до Дувра, британський корабель потрапив під повітряну атаку та отримав незначні пошкодження нижче ватерлінії. 28 травня 1940 року, попри ушкодження, «Вейкфул» повернувся до Дюнкерка, щоб продовжити евакуацію. Цього разу він узяв на борт 640 солдатів союзників. Під час цього есмінець був торпедований німецьким швидкісним торпедним катером S-30. Есмінець вразили дві торпеди, одна потрапила в передню котельню. Жертви були серйозними, вижили лише два з 640 військовиків союзників та 25 членів екіпажу есмінця. Кілька кораблів зупинилися, щоб забрати тих, хто вижив, але один із них, есмінець «Графтон», був, у свою чергу, потоплений німецьким підводним човном.